# انفصال الشبكية
انفصال الشبكية هو اضطراب في العين حيث تتقشر شبكية العين عن الطبقة الكامنة فيها من الأنسجة الداعمة. قد يكون الانفصال المبدئي موضعياً، ولكن بدون العلاج السريع فإن الشبكية قد تنفصل بالكامل، مما يؤدي إلى فقدان البصر والعمى. هذه حالة طبية طارئة.
الشبكية عبارة عن طبقة رقيقة من الأنسجة الحساسة للضوء على الجدار الخلفي من العين. النظام البصري للعين يركز الضوء على الشبكية بطريقة تشبه تركيز الضوء على الفيلم في الكاميرا إلى حد كبير. وتترجم الشبكية هذه الصورة المركزة على النبضات العصبية وترسلها إلى الدماغ عبر العصب البصري. أحياناً، انفصال الجسم الزجاجي الخلفي أو الإصابة أو الصدمة على العين أو الرأس تسبب تمزق صغير في الشبكية. يسمح هذا التمزق لسائل الجسم الزجاجي بالتسرب خلاله تحت الشبكية، مؤدياً إلى تقشرها أو انفصالها بعيداً عن الشبكية مثل فقاعة على جدران.

## الأعراض
من المعروف أن انفصال الشبكية يسبق انفصال الجسم الزجاجي الخلفي، الذي يؤدي إلى:
- ومضات من الضوء (ترائي الومضات) -- موجزة جداً في أقصى الجزء المحيطي (من خارج المركز) من الرؤية.
- زيادة مفاجئة كبيرة في عدد في العوامات.
- حلقة من العوامات أو الشعر فقط

.
في الجانب الصدغي من الرؤية المركزية.
- شعور خفيف بثقل في العين.

ورغم أن معظم حالات انفصال الجسم الزجاجي الخلفي، ليست مقدمة للانفصال الشبكي، وتلك التي تنتج الأعراض التالية:
- الظل الكثيف الذي يبدأ في الرؤية المحيطية ويتقدم ببطء نحو الرؤية المركزية.
- الانطباع بأنه تم وضع حجاب أو ستار على مجال الرؤية.
- الخطوط المستقيمة (التدرج، حافة الجدار، الطريق, الخ) التي تظهر فجأة منحنية (إيجابية اختبار شبكة آمسلر).
- فقدان البصر المركزي.

## عوامل الخطر و الأسباب المحتملة
- الإيدز.
- جراحة مرض الساد (الماء الأبيض).
- اعتلال الشبكية السكري.
- ارتفاع ضغط الدم الخبيث.
- قصر النظر الشديد.
- أورام العين.
- التدخين.
- الليزر وخاصة الأزرق حيث ان تسليطه بشكل مباشر وقريب على العين ولو لجزء من الثانية يسبب ثقب في الشبكية..

## الأنواع
- انفصال الشبكية تشرمي المنشأ -- انفصال الشبكية تشرمي المنشأ يحدث نتيجة لفجوة في الشبكية والذي يسمح بمرور السائل من حيز الجسم الزجاجي إلى الحيز تحت الشبكية بين الشبكية الحسية وظهارة صباغ الشبكية. يتم تقسيم فجوات الشبكية إلى ثلاثة أنواع – الثقوب والدموع والغسيل (ديال). شكل الثقوب نتيجة لضمور شبكية العين وخاصة داخل منطقة التنكس الشعري. يحدث التمزق نتيجة لسحب الشبكية والجسم الزجاجي. عملية الغسل المحيطية الدائرية قد تكون سحبية أو ضامرة، والشكل الضامر في معظم الأحيان يحدث كعملية غسل مجهولة السبب لصغار السن.
- انفصال الشبكية النضحي أو المصلي أو الثانوي -- انفصال الشبكية النضحي يحدث نتيجة لالتهاب أو إصابة أو تشوهات الأوعية الدموية التي تؤدي إلى تراكم السائل تحت الشبكية دون وجود ثقب أو تمزق أو فجوة. من المهم جدا في تقييم فجوة الشبكية استبعاد الانفصال النضحي كما أن الجراحة ستجعل الوضع أسوأ وليس أفضل. على الرغم من أنه من النادر أن يكون انفصال الشبكية النضحي بسبب نمو الورم على طبقات من الأنسجة تحت الشبكية، المسماة غلاف العين المشيمي. وهذا ما يسمى سرطان الجلد المشيمي.
- انفصال الشبكية السحبي -- انفصال الشبكية السحبي يحدث عندما تكون الأنسجة الليفية أو الانسجة الليفية الوعائية، والناجمة عن التهاب أو إصابة أو اتساع الأوعية الدموية تسحب الشبكية الحسية من الظهارة الصبغية الشبكية.

قلة من حالات انفصال الشبكية تحدث نتيجة الصدمات، ويشمل ذلك ضربات حادة في محجر العين، والصدمات النافذة والارتجاج في الرأس. وجدت دراسة هندية بأثر رجعي لأكثر من500 حالة من حالات الانفصال تشرمي المنشأ بأن 11 ٪ منها حدثت نتيجة الصدمة، وكان هذا الظهور التدريجي هو المعيار، مع ما يزيد على 50 ٪ تظهر بعد أكثر من شهر عقب الإصابة التحريضية. يمكن تلخيص النشوء المرضي على النحو –انفصال الجسم الزجاجي الخلفي الشيخوخي الحاد، والتهيئة للتنكس الشبكي، وانعدام العدسة والصدمة، كلها قد تكون أسباب لفجوة في الشبكية والتي تؤدي إلى تسرب سائل الجسم الزجاجي المتنكس من خلال فجوة الشبكية ويتجمع كسائل تحت الشبكية بين الشبكية الحسية والظهارة الصباغية مما يؤدي إلى انفصال الشبكية. [المرجع: طب وجراحة العيون بواسطة الدكتور أ. ك. كورانا. ed.2006، الذي نشرته العصر الجديد الدولي (ف) المحدودة، الناشر، نيودلهي]

## الانتشار

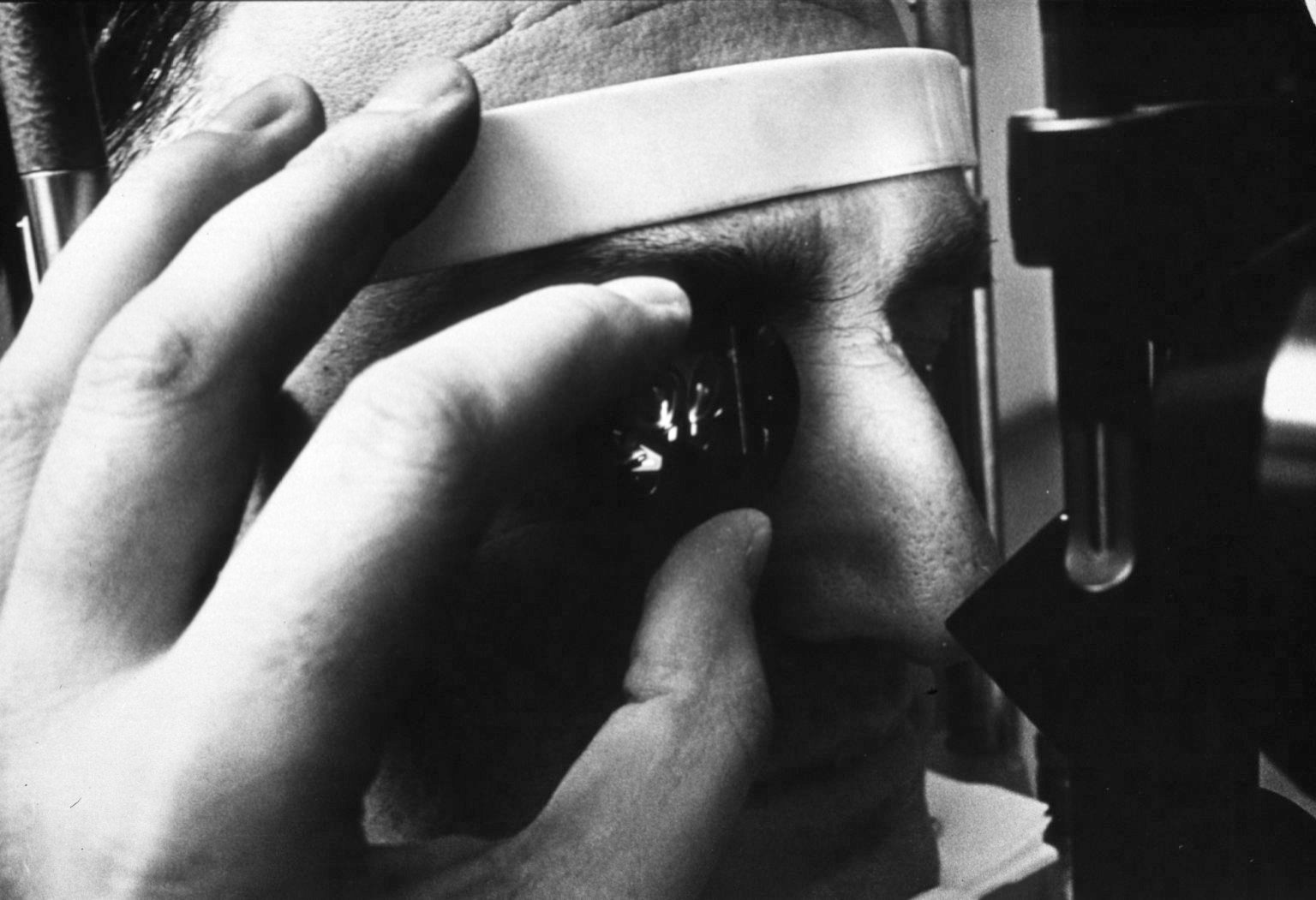
أحد الأطباء يستخدم "زجاج ثلاثي المرآة" لتشخيص انفصال الشبكية

من ناحية أخرى فإن خطر انفصال الشبكية في العيون الطبيعية حوالي 5 من 100000 شخص في السنة. الانفصال أكثر تكرارا في الأشخاص متوسطي العمر أو المسنين مع معدلات تقدر بحوالي 20 من 100000 شخص في السنة. إن خطر طوال العمر في الأفراد الطبيعيين حوالي 1 من 300 شخص.
- انفصال الشبكية هو أكثر شيوعا في أولئك الذين يعانون من قصر النظر الشديد (أعلى من 5-6 ديوبتر), حيث أن أعينهم تكون أطول ويتم تمديد (اطالة) الشبكية برقة. ويرتبط ازدياد الخطر طوال العمر بنسبة 1 من 20 شخص.[9] يرتبط قصر النظر مع 67 ٪ من حالات انفصال الشبكية. إن المرضى الذين يعانون من انفصال الشبكية المرتبط بقصر النظر يميلون إلى ان يكونوا أصغر سنا من مرضى انفصال الشبكية غير قصيري النظر.
- يمكن لانفصال الشبكية ان يحدث بشكل متكرر أكثر بعد جراحة الساد. ويقدر خطر انفصال الشبكية بعد جراحة الساد (الماء الأبيض) من 5 حتى 16 في 1000 عملية من عمليات الساد.[10] وقد يكون الخطر أكبر بكثير في الأشخاص قصيري النظر جدا، ذكر تكرار ذلك بخصوص نسبة 7 ٪ في إحدى الدراسات.[11] من ناحية أخرى فإن إزالة الساد في عمر صغير يزيد المخاطر في هذه الدراسة. وقدر خطر انفصال الشبكية طويل الأجل بعد جراحة الساد لاستخراج الحصاة واستحلاب العدسة في 2 و 5 و 10 سنوات في دراسة واحدة ليكون 0,36 ٪ 0,77 ٪ 1,29 ٪ على التوالي.[12]
- انفصال الشبكية السحبي يمكن أن يحدث أيضا في المرضى الذين يعانون من اعتلال الشبكية السكري التكاثري [13] أو أولئك الذين لديهم اعتلال الشبكية التكاثري من مرض الخلية المنجلية.[14] في اعتلال الشبكية التكاثري، تنمو الأوعية الدموية غير الطبيعية (اتساع الأوعية الدموية) داخل شبكية العين وتمتد إلى الجسم الزجاجي. في مرحلة متقدمة من المرض، يمكن للأوعية سحب الشبكية بعيدا عن الجدار الخلفي في العين مما يسبب انفصال الشبكية السحبي.

على الرغم من أن انفصال الشبكية يحدث عادة في عين واحدة، إلا أن هناك فرصة نسبتها 15 ٪ أن تتطور في العين الأخرى، وهذا يزيد من المخاطر إلى 25-30 ٪ في المرضى الذين لديهم الساد المستخرج من كلتا العينين.

## علاج انفصال الشبكية تشرمي المنشأ
هناك عدة طرق لعلاج انفصال الشبكية، كل منها يعتمد على النتائج وإغلاق الفجوات التي تشكلت في الشبكية. كل الإجراءات الثلاثة تتبع نفس المبادئ العامة الثلاثة:
1. البحث عن الفجوات
2. اغلاق جميع الفجوات
3. تخفيف السحب الزجاجي الشبكوي الحالي (والمستقبلي)

تثبيت الشبكية بالبرد والتخثير الضوئي الليزرييستخدم أحيانا العلاج بالتبريد (التجميد) أو التخثير الضوئي الليزري وحده لعزل منطقة صغيرة من انفصال الشبكية بحيث لا ينتشر الانفصال.
جراحة مشبك الصلبةجراحة مشبك الصلبة هو العلاج المقرر حيث يخيط جراح العيون واحدا أو أكثر من رباطات السيليكون (الرباطات والإطارات) في الصلبة (الطبقة البيضاء الخارجية من مقلة العين). الرباط يدفع جدار العين إلى الداخل تجاه ثقب الشبكية، مغلقا بذلك الفجوة أو يحد من تدفق السائل خلالها أو يحد من تأثير سحب الجسم الزجاجي وبالتالي يسمح بإعادة ربط الشبكية. يتم تطبيق العلاج بالتبريد (التجميد) حول الفجوات قبل وضع المشبك. غالبا ما يتم تصريف السوائل تحت الشبكية كجزء من إجراء التشبيك. ويبقى المشبك في الموقع. الآثار الجانبية الأكثر شيوعا لعملية الصلبة هي تغيير قصير نظر. ولهذا، العين المعالجة ستكون قصيرة النظر أكثر بعد العملية. المشبك الصلبوي الدائري يشير إلى تمزق على شكل حرف U أو فتحة ثقب الدموع والفجوات الخلفية. المشبك الصلبوي المحيطي يشير إلى فجوات متعددة، وهي الفجوات الأمامية والفجوات الواسعة. تطويق المشابك يشير عادة إلى فجوات في أكثر من ربعي منطقة الشبكية، وإلى التنكس المشبكي الموجود على أكثر من ربعي منطقة الشبكية، وفجوات لا يمكن اكتشافها، وإلى اعتلال الشبكية الزجاجي التكاثري.
تثبيت الشبكية الهوائييتم تنفيذ هذه العملية عموما في عيادة الطبيب باستخدام التخدير الموضعي. إنه أسلوب آخر في ترميم انفصال الشبكية حيث يتم حقن فقاعة غاز (SF6 أو C3F8) في العين بعد استخدام علاج الليزر أو العلاج بالتجميد على ثقب الشبكية. يتم وضع رأس المريض بحيث ترتكز الفقاعة بمقابلة ثقب الشبكية. قد يكون على المرضى إبقاء رؤوسهم مائلة لعدة أيام للحفاظ على فقاعة الغاز على اتصال مع ثقب الشبكية. التوتر السطحي لواجهة الهواء والمياه يسد الثقب في شبكية العين، ويسمح لظهارة صباغ الشبكية ضخ الحيز الجاف تحت الشبكية ويمتص شبكية العين إلى مكانها في الخلف. هذا الموقع الدقيق المطلوب يجعل معالجة ثقوب الشبكية والفجوات التي تحدث في الجزء الأسفل من مقلة العين
غير عملية. عادة يتم الجمع بين هذا الإجراء مع تثبيت الشبكية بالبرد أو التخثير الضوئي الليزري.
استئصال الزجاجيةاستئصال الزجاجية هو العلاج المستخدم بصورة متزايدة لانفصال الشبكية. وهو يشمل إزالة هلام الجسم الزجاجي وعادة ما يقترن مع ملء العين إما بفقاعة غاز (SF6 أو C3F8) أو زيت السيليكون. مزايا استخدام الغاز في هذه العملية هو أنه لا يوجد تغيير قصير النظر بعد العملية ويمتص الغاز في غضون أسابيع قليلة. زيت السيليكون (PDMS)، إذا كان المراد إزالته بعد فترة من 2–8 أشهر اعتمادا على تفضيل الطبيب الجراح. زيت السيليكون أكثر شيوعا في الحالات المرتبطة باعتلال الشبكية الزجاجي التكاثري (PVR). ومن مساوئه هو أن استئصال الزجاجية يؤدي دائما إلى مزيد من التقدم السريع في الساد في العين المعالجة. في كثير من الحالات فإن استئصال الزجاجية هو العملية الأكثر شيوعا لعلاج انفصال الشبكية.

### نتائج الجراحة
85 في المائة من الحالات تعالج بنجاح بعملية واحدة مع 15 في المائة من الحالات المتبقية تحتاج إلى عمليتين أو أكثر. بعد المعالجة فإن المرضى المعالجين يستعيدون رؤيتهم تدريجيا خلال فترة بضعة أسابيع، على الرغم من أن حدة الإبصار قد لا تكون جيدة كما كانت عليه قبل الانفصال، وبخاصة إذا كانت البقعة مشمولة في الانفصال.

## الوقاية
يمكن أحيانا الوقاية من انفصال الشبكية. الوسيلة الأكثر فعالية هي تثقيف الناس على التماس العناية الطبية إذا كانت العيون تعاني من أعراض توحي بانفصال الجسم الزجاجي الخلفي. الفحص المبكر يسمح باكتشاف تمزق الشبكية الذي يمكن علاجه بالليزر أو بالتبريد. هذا يقلل خطر انفصال الشبكية في أولئك الذين لديهم تمزقات حوالي 1:03 حتى 1:20.
هناك بعض عوامل الخطر المعروفة لانفصال الشبكية. وهناك أيضا العديد من الأنشطة التي حرمت في وقت من الأوقات على أولئك المعرضين لخطر انفصال الشبكية، مع درجات متفاوتة من الأدلة المؤيدة للقيود المفروضة.
جراحة الساد هي السبب الرئيسي، ويمكن أن تؤدي إلى الانفصال حتى بعد وقت طويل بعد العملية. ويزداد الخطر إذا كان هناك مضاعفات أثناء جراحة الساد، ولكن يظل الخطر موجودا حتى في الجراحة غير المعقدة على ما يبدو. زيادة معدلات جراحة الساد، وتناقص العمر في جراحة الساد، سيؤدي حتما إلى زيادة حدوث انفصال الشبكية.
الصدمة هي السبب الأقل تكرارا لانفصال الشبكية. الأنشطة التي يمكن أن تسبب الصدمة المباشرة للعين (الملاكمة والكيك بوكسينغ والكاراتيه، وغيرها) قد تسبب نوعا معينا من تمزق الشبكية ويسمى الديال. ويمكن الكشف عن هذا النوع من التمزقات وعلاجها قبل أن تتطور إلى انفصال الشبكية. لهذا السبب فإن الهيئات الإدارية في بعض تلك الرياضات تطلب فحص العين بانتظام.
ويتم تشجيع الأفراد المعرضين لانفصال الشبكية، بسبب المستوى العالي من قصر النظر، على تجنب الأنشطة التي يوجد فيها خطر التعرض لصدمة في الرأس أو العينين، على الرغم من انه من دون الصدمة المباشرة للعين فإن قاعدة الأدلة اللازمة لإثبات هذا قد تكون غير مقنعة. يوصي بعض الأطباء بتجنب الأنشطة التي تزيد الضغط على العين، بما في ذلك الغوص والقفز المظلي، ومرة أخرى مع القليل الأدلة المؤيدة لهذا. وفقا لأحد المواقع الطبية، فإن انفصال الشبكية لن يحدث نتيجة اجهاد العينين، أو الانحناء أو رفع الأحمال الثقيلة.
وينبغي تجنب الأفعوانية وغيرها من الأنشطة التي يمكن أن تسبب الصدمة لأولئك الذين لديهم تاريخ عائلي من انفصال الشبكية. وينبغي لأولئك الذين أجروا جراحة الساد عدم المشاركة في ركوب التشويق أو أي نشاط يمكن أن يسبب الصدمة في الرأس أو العينين. من أجل التسبب بانفصال الشبكية للمعرضين لخطر أقل، لا بد من ضرب الرأس بشدة للغاية، كما في حادث سيارة. أما أولئك الأكثر عرضة، فإن ممارسة الأنشطة التي لا علاقة لها بالرأس أو العيون ستكون على ما يرام. ولذلك، يمكن لرفع الأوزان الثقيلة أن يبدو على ما يرام. ومع ذلك، فان مقالتين علميتين حديثتين  قد لاحظتا حالات انفصال الشبكية أو اعتلال البقعة بسبب رفع الأثقال (على وجه التحديد مع أسلوب فالسالفا)، وقامت مقالة ثالثة بتوثيق زيادة في ضغط الدم في العين خلال رفع الأثقال. وعلاوة على ذلك، دراسة مراقبة الحالات التي أجريت مؤخرا مع التركيز على مواضيع دراسة الأشخاص قصيري النظر، تدعم الفرضية القائلة بأن رفع الأحمال الثقيلة المهنية (أو النقل اليدوي) التي تتطلب مناورة فالسالفا, قد تكون عامل خطر لانفصال الشبكية.
الأنشطة التي تشمل التسارع المفاجئ أو التباطؤ تزيد أيضا من ضغط العين ولا تشجع من بعض الأطباء. وتشمل هذه الأنشطة قفز البنجي  وسباق السحب،

## وصلات خارجية
- شركة الشبكية والجسم الزجاجي الشركة المصنعة للأجهزة الطبية لجراحة انفصال الشبكية (ميرا).
- انفصال الشبكية دليل الموارد من المعهد الوطني للعيون (نيى)
- نظرة عامة على انفصال الشبكية من إي ميديسين
- مبادئ توجيهية من الأكاديمية الأميركية لأطباء الأسرة
- عيادة الشبكية عين روشابه
- معلومات انفصال الشبكية من WebMD
- معلومات انفصال الشبكية من دليل ميرك
- الملاحظات اليومية عن انفصال الشبكية
- Royal موقع المعهد الوطني الملكي للمكفوفين (المملكة المتحدة)
- الشبكية المنفصلة والعلاج المطلوب
- هندسة وسيلة جديدة للمراقبة والحيلولة دون انفصال الشبكية Ingenia, March 2007
- مختبر ستيفن فيشر علم أحياء خلية الشبكية في جامعة كاليفورنيا في سانتا باربرا
- نصيحة من شخص مصاب بانفصال الشبكية
- شرح فيديو الرسوم المتحركة ثلاثية الابعاد الفيديو من اليوتيوب على يوتيوب